# Sant Sebastià de Tuïr

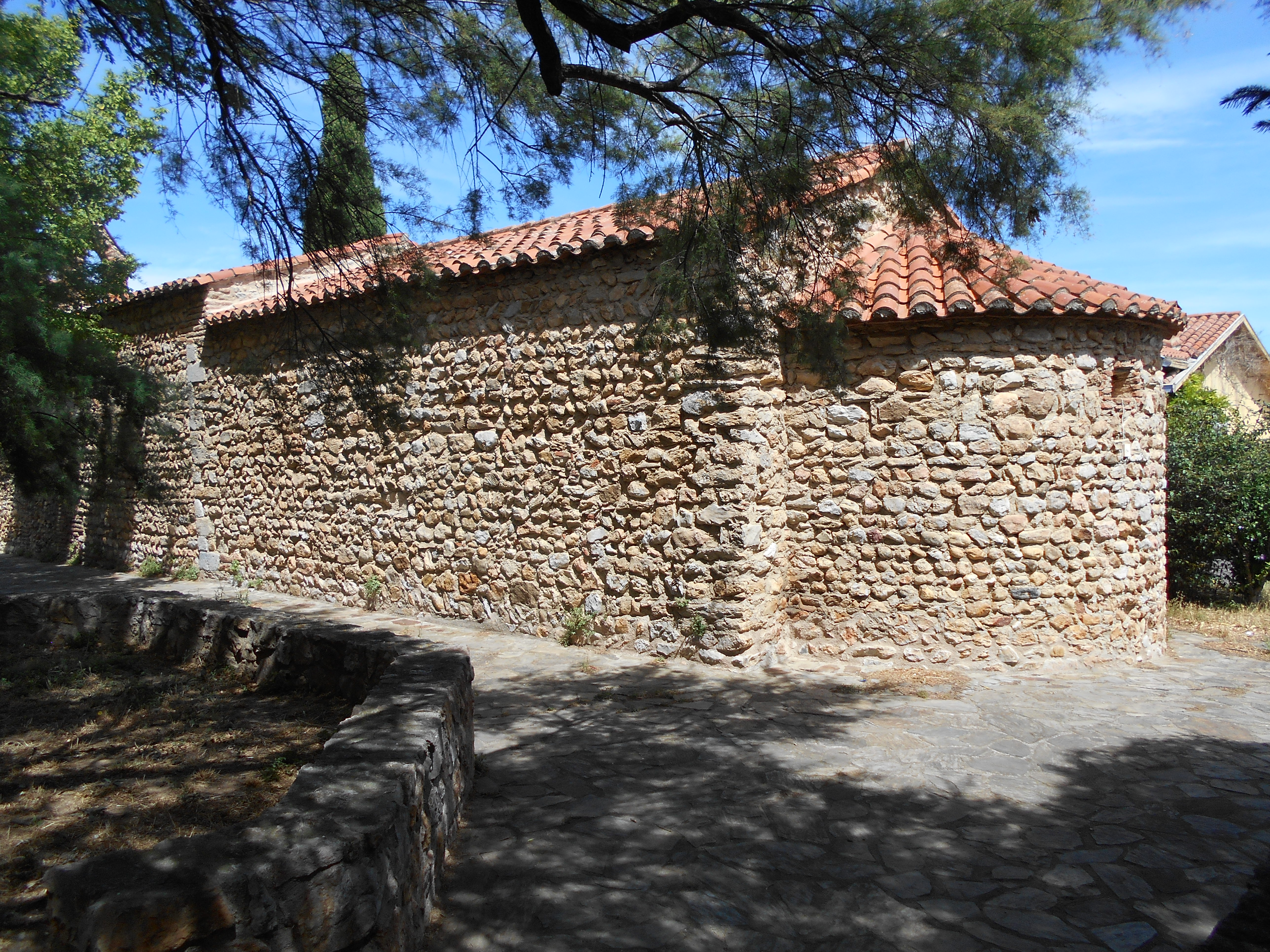
Absis i mur meridional

Sant Sebastià de Tuïr és una antiga església tardoromànica amb elements anteriors de la vila de Tuïr, a la comarca del Rosselló.
Està situada al sud-est de la vila vella de Tuïr, al peu del camí de Llupià, actualment a l'avinguda del General Guillaut.

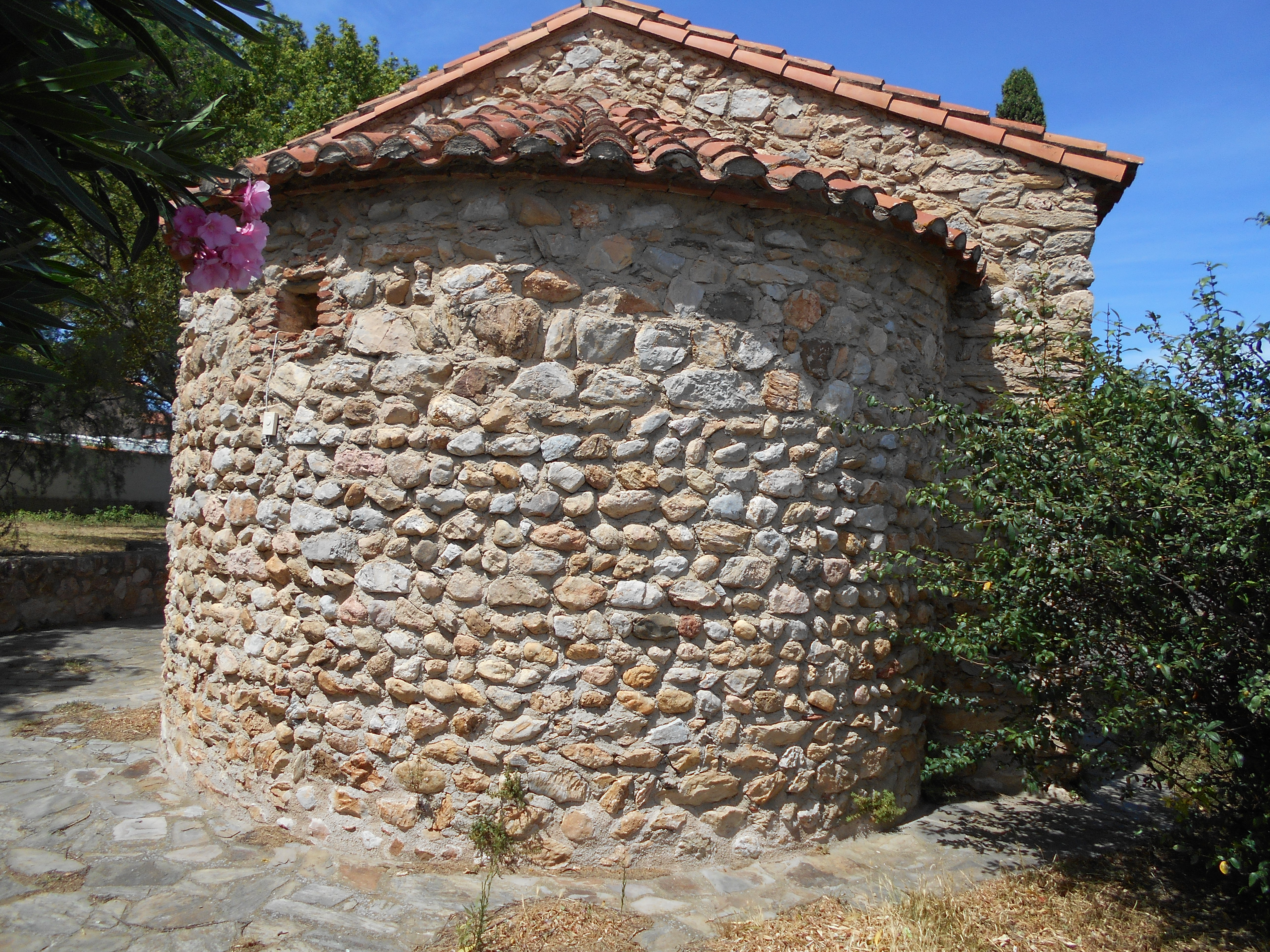
Absis

És un temple de tradició romànica tardana, de planta rectangular capçada a llevant per un absis semicircular. Conserva, però, elements més antics.

## Bibliografia

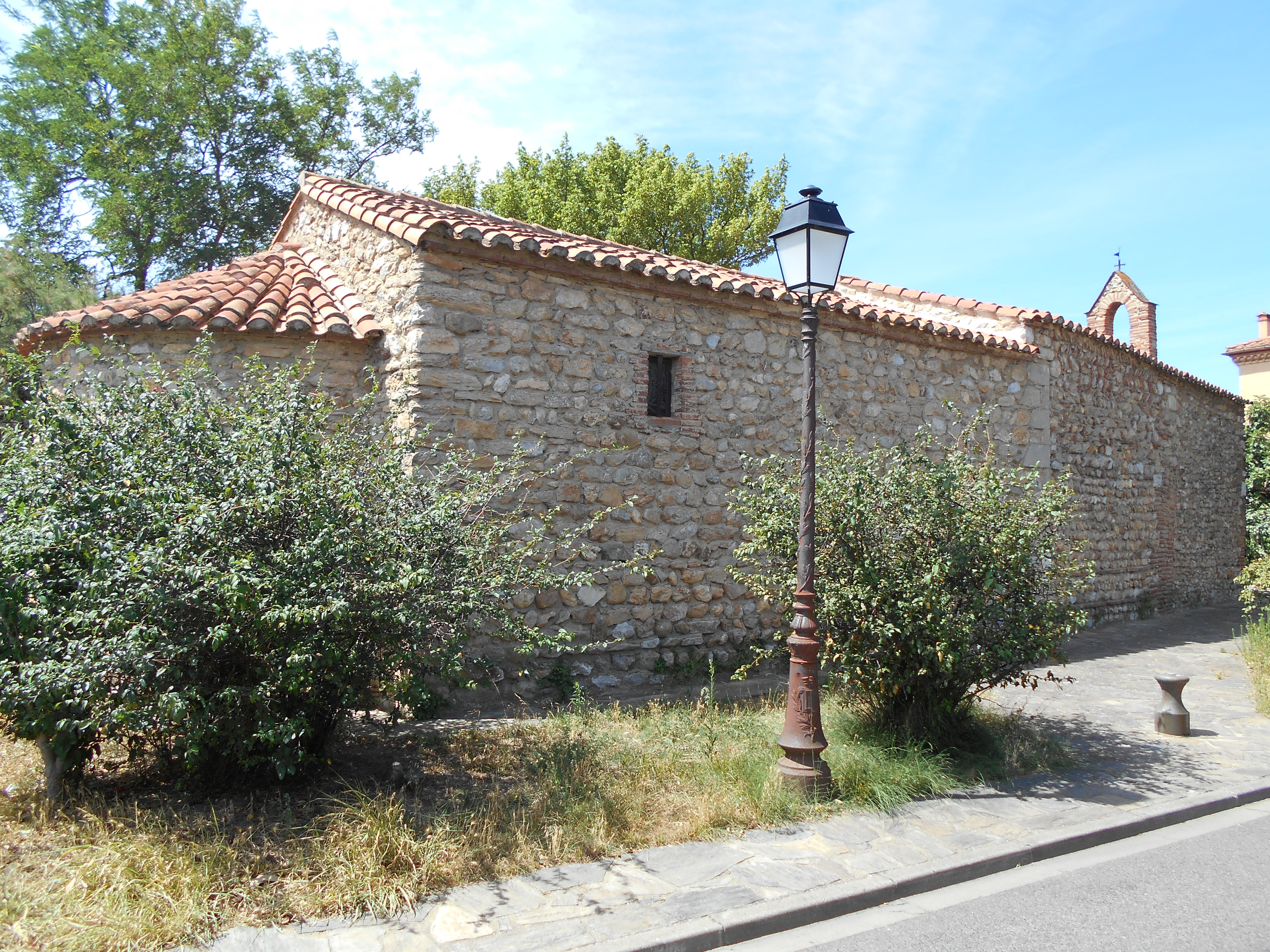
Mur septentrional